# 6 Angels
6 Angels (シックス・エンジェルズ?) è un film d'animazione del 2002 diretto da Makoto Kobayashi. La produzione dell'anime iniziò nel 2000 e fu inizialmente lanciato su Internet, diviso in sei parti. Il regista del lungometraggio è Makoto Kobayashi mentre l'autore della storia è Yasushi Akimoto.

## Trama
Il film è ambientato in un futuro prossimo in una prigione sotterranea situata nello Utah conosciuta come Neo Purgatory. Il luogo della prigione era in passato un sito di test nucleari e molti dei carcerati hanno subito mutazioni a causa delle radiazioni nucleari. Uno dei criminali imprigionati, Donn Canyon, e la sua famiglia prendono il controllo del carcere e delle piattaforme dei missili nucleari, minacciando il mondo intero di scatenare un olocausto nucleare. Le forze armate degli Stati Uniti e dell'Unione Sovietica cercano invano di fermarli e così le protagoniste, le "Guard of Rose", dovranno cercare di infiltrarsi nel carcere per sconfiggere la famiglia Canyon.